# Estellacar
Estellacar is een geslacht van tweekleppigen uit de  familie van de Noetiidae.

## Soorten
- Estellacar galactodes (Benson in Cantor, 1842)
- Estellacar olivacea (Reeve, 1844)
- Estellacar saga Iredale, 1939